# Spruceara
× Spruceara (abreviado Spr) es un híbrido intergenérico entre los géneros de orquídeas Cochlioda × Miltonia × Miltoniopsis × Odontoglossum. Fue publicado en Sander's List Orchid Hybrids Addendum 2002-2004: lxiii (2005).